# Eremiaphila dentata
Eremiaphila dentata è una specie di mantide religiosa appartenente al genere Eremiaphila.